# Chaoilta laticauda
Chaoilta laticauda är en stekelart som beskrevs av Cameron 1907. Chaoilta laticauda ingår i släktet Chaoilta och familjen bracksteklar. Inga underarter finns listade i Catalogue of Life.